# Golden Wind
Golden Wind (jap. 黄金の風 Ōgon no kaze), znana również jako Vento Aureo – manga autorstwa Hirohiko Arakiego, piąta z części serii JoJo’s Bizarre Adventure. Ukazywała się na łamach magazynu „Shūkan Shōnen Jump” wydawnictwa Shūeisha od grudnia 1995 do kwietnia 1999. Całość została zebrana w 17 tomach.
Akcja rozgrywa się we Włoszech w 2001 roku i opowiada historię Giorno Giovanny, nieślubnego syna dawno zmarłego Dio Brando, który z pomocą drużyny innych użytkowników standów pragnie obalić bossa skorumpowanej mafii rządzącej jego rodzinnym Neapolem.
Na podstawie mangi studio David Production wyprodukowało serial anime, zatytułowany JoJo’s Bizarre Adventure: Golden Wind, który emitowano od października 2018 do lipca 2019.

## Fabuła
W 2001 roku Koichi Hirose przybywa do Neapolu, aby zdobyć informacje o młodym mężczyźnie imieniem Haruno Shiobana, którego Jotaro Kujo podejrzewa o bycie synem Dio Brando. Koichi szybko spotyka Haruno, który teraz posługuje się imieniem Giorno Giovanna i zostaje przez niego oszukany. Giorno ma zdolność standu o nazwie Gold Experience, pozwalającą tworzyć formy życia i leczyć obrażenia. Posługujący się standem mafioso o imieniu Bruno Bucciarati, szuka zemsty za ranę, jaką Giorno zadał członkowi organizacji Passione. Po przegranej walce, Bucciarati zostaje przekonany przez Giorno do jego marzenia o zostaniu bossem Passione, aby móc polepszyć sytuację w Neapolu i zakończyć plagę handlu narkotykami niszczącą młodzież miasta. Zgadza się przedstawić Giorno uwięzionemu capo o imieniu Polpo, który oferuje test inicjacyjny obejmujący pośrednie użycie strzały standu, której grot powoduje śmierć lub obdarza standem. Po przekonaniu Koichiego do zaprzestania śledztwa, Giorno zabija Polpo w ramach zemsty za śmierć niewinnego przechodnia.
Giorno zostaje przydzielony do grupy Bucciaratiego, w której znajdują się inni użytkownicy standów: Guido Mista, Leone Abbacchio, Narancia Ghirga i Pannacotta Fugo. Pozorna śmierć samobójcza Polpo daje Bucciaratiemu okazję do zdobycia rangi capo poprzez przekazanie fortuny Polpo zgromadzonej na wyspie Capri przedstawicielowi mafii. Następnie otrzymuje ostatnie zadanie Polpo: boss, tajemnicza postać, której tożsamość jest nieznana nawet jego podwładnym, prosi, aby jego nastoletnia córka, Trish Una, została bezpiecznie sprowadzona do Wenecji. Po drodze drużyna Bucciaratiego eliminuje wszystkich poza jednym członkiem drużyny zabójców Passione, którzy próbują wykorzystać Trish jako sposób na zidentyfikowanie i pokonanie samego bossa.
Na rozkaz bossa grupa zdobywa klucz w Pompejach, który wykorzystują do uzyskania dostępu do salonu wewnątrz żółwia z umiejętnością standu; w ten sposób docierają stosunkowo bezpiecznie do Wenecji, eskortując Trish do bazyliki San Giorgio Maggiore. Bucciarati stacza walkę ze standem bossa, King Crimson, który potrafi przewidywać i przeskakiwać w czasie o kilka sekund. Zorientowawszy się, że boss zamierza zabić własną córkę, by zachować anonimowość, Bucciarati decyduje się stawić mu czoła, ale odnosi poważne obrażenia i ledwie ucieka z Trish. Giorno pozornie ożywia martwego Bucciaratiego, przekazując mu energię życiową; okazuje się jednak, że Bucciarati nadal umiera w szybkim tempie.
Fugo decyduje się pozostać lojalny, a reszta grupy przechodzi na stronę Giorno. Udają się na Sardynię, gdy Trish przypomina sobie, że to miejsce narodzin bossa; mają nadzieję, że stand Abbacchio pozwoli odkryć jego prawdziwą tożsamość. Na Sardynię pierwszy dociera mężczyzna o imieniu Vinegar Doppio, będący w rzeczywistości nieświadomą, rozszczepioną osobowością bossa, który zabija Abbacchio. Grupa nawiązuje kontakt z tajemniczą osobą, która ujawnia, że boss nazywa się Diavolo, i prosi, aby udali się do Koloseum w Rzymie, gdzie otrzymają specjalną strzałę.
Diavolo wykorzystuje słabnące zmysły Bucciaratiego, by dotrzeć do informatora jako pierwszy, którym okazuje się Jean Pierre Polnareff. Diavolo śmiertelnie rani Polnareffa, zmuszając go do przebicia swojego standu, Silver Chariot, strzałą. Polnareff, który pozornie zamienia się ciałem z żółwiem, wyjaśnia, że jego stand ewoluował w Chariot Requiem, zdolny do zamiany dusz osób znajdujących się w pobliżu. Zrozumiawszy, że ich własne standy zaatakują ich, jeśli zbliżą się do strzały, grupa atakuje Diavolo (w ciele Bucciaratiego), lecz ten ich zwodzi, zabijając Narancię i pozostawiając Doppio, by umarł w ciele Bucciaratiego. W końcu jednak Diavolo zostaje zmuszony do ujawnienia się, zadając śmiertelne rany duszy Trish i osłabiając Requiem.
W ostatniej chwili Bucciarati poświęca się, by przerwać zamianę dusz, uratować Trish i przekazać strzałę Giorno. Giorno ewoluuje swój stand w Gold Experience Requiem, który skazuje Diavolo na wieczny cykl śmierci. Ocalali Trish, Mista i Giorno wracają, by odnaleźć Polnareffa, którego duch przetrwał w żółwiu. Giorno i Polnareff zgadzają się chronić strzałę. Jakiś czas później Giorno zostaje nowym bossem Passione, z Mistą i Polnareffem u swojego boku.

## Produkcja
Hirohiko Araki opisał motywy Golden Wind jako „relacje międzyludzkie,” „przyjaciele kontra wrogowie” oraz „piękno zdrady”. Przedstawiając mafię, autor powiedział, że fabuła porusza temat smutku wynikającego z braku wyboru w życiu lub posiadania tylko jednego miejsca, do którego się należy – „mrocznego podbrzusza społeczeństwa”. Araki dodał również, że głównym celem było przedstawienie „pięknych mężczyzn”, którzy mogą istnieć tylko w świecie, gdzie istnieje „piękno w spotkaniu z własnym przeznaczeniem”. Chciał, aby postacie, rzeźby i moda były w stylu włoskiego miasta Rzymu. Loki na włosach Giorno Giovanny zainspirowane były rzeźbą Dawida autorstwa Michała Anioła. Araki wskazał Guido Mistę i Prosciutto jako postacie, które sprawiały mu przyjemność podczas rysowania; pierwszego ze względu na jego pozytywne nastawienie i „brak wątpliwości w byciu sobą,” a drugiego z powodu „braterskiej relacji” z podwładnym Pescim oraz interesującej mocy standu.

## Manga
Seria ukazywała się w magazynie „Shūkan Shōnen Jump” od 11 grudnia 1995 do 5 kwietnia 1999. Wydawnictwo Shūeisha zebrało jej 155 rozdziałów w 17 tankōbonach, wydawanych od 10 maja 1996 do 30 kwietnia 1999. Między 18 marca a 10 sierpnia 2005 opublikowano 10-tomową edycję bunkoban.

### Edycja tankōbon
| Nr | Data wydania (język japoński) | ISBN (język japoński)  |
| -- | ----------------------------- | ---------------------- |
| 47 | 10 maja 1996                  | ISBN 978-4-08-851897-8 |
| 48 | 4 lipca 1996                  | ISBN 978-4-08-851898-5 |
| 49 | 4 września 1996               | ISBN 978-4-08-851899-2 |
| 50 | 1 listopada 1996              | ISBN 978-4-08-851119-1 |
| 51 | 4 lutego 1997                 | ISBN 978-4-08-851120-7 |
| 52 | 4 kwietnia 1997               | ISBN 978-4-08-872039-5 |
| 53 | 4 czerwca 1997                | ISBN 978-4-08-872040-1 |
| 54 | 4 września 1997               | ISBN 978-4-08-872174-3 |
| 55 | 4 listopada 1997              | ISBN 978-4-08-872175-0 |
| 56 | 9 stycznia 1998               | ISBN 978-4-08-872501-7 |
| 57 | 4 marca 1998                  | ISBN 978-4-08-872526-0 |
| 58 | 4 czerwca 1998                | ISBN 978-4-08-872562-8 |
| 59 | 4 sierpnia 1998               | ISBN 978-4-08-872588-8 |
| 60 | 2 października 1998           | ISBN 978-4-08-872613-7 |
| 61 | 8 stycznia 1999               | ISBN 978-4-08-872652-6 |
| 62 | 4 marca 1999                  | ISBN 978-4-08-872680-9 |
| 63 | 30 kwietnia 1999              | ISBN 978-4-08-872709-7 |

### Edycja bunkoban
| Nr      | Data wydania (język japoński) | ISBN (język japoński) |
| ------- | ----------------------------- | --------------------- |
| 1 (30)  | 18 marca 2005                 | ISBN 4-08-618301-3    |
| 2 (31)  | 18 marca 2005                 | ISBN 4-08-618302-1    |
| 3 (32)  | 18 maja 2005                  | ISBN 4-08-618303-X    |
| 4 (33)  | 18 maja 2005                  | ISBN 4-08-618304-8    |
| 5 (34)  | 17 czerwca 2005               | ISBN 4-08-618305-6    |
| 6 (35)  | 17 czerwca 2005               | ISBN 4-08-618306-4    |
| 7 (36)  | 15 lipca 2005                 | ISBN 4-08-618307-2    |
| 8 (37)  | 15 lipca 2005                 | ISBN 4-08-618308-0    |
| 9 (38)  | 10 sierpnia 2005              | ISBN 4-08-618309-9    |
| 10 (39) | 10 sierpnia 2005              | ISBN 4-08-618310-2    |

## Light novel
Light novel JoJo no kimyō na bōken II: Golden Heart/Golden Ring, napisana przez Gichiego Ōtsukę i Miyę Shōtarō, została wydana 28 maja 2001. Druga książka, Hajishirazu no Purple Haze: JoJo no kimyō na bōken yori, autorstwa Kōheia Kadono, ukazała się 16 września 2011.

## Anime
Adaptacja anime została ogłoszona przez twórcę mangi Hirohiko Arakiego na wystawie sztuki „Ripples of Adventure” 21 czerwca 2018, a premiera pierwszego odcinka miała miejsce podczas Anime Expo 5 lipca tego samego roku. Serię ponownie wyprodukowało studio David Production, za reżyserię odpowiadali Naokatsu Tsuda, Yasuhiro Kimura i Hideya Takahashi, scenariusz napisała Yasuko Kobayashi, postacie zaprojektował Takahiro Kishida, a reżyserią animacji zajął się Shun’ichi Ishimoto. Ścieżkę dźwiękową do serialu ponownie skomponował Yūgo Kanno. Emisja rozpoczęła się 5 października 2018 i zakończyła 28 lipca 2019, licząc 39 odcinków.

### Ścieżka dźwiękowa
| Nr             | Tytuł                                                | Wykonawca        | Źródło   |
| Czołówka       | Czołówka                                             | Czołówka         | Czołówka |
| -------------- | ---------------------------------------------------- | ---------------- | -------- |
| 1              | „Fighting Gold”                                      | Coda             | [ 39 ]   |
| 2              | „Uragirimono no Requiem” (jap. 裏切り者のレクイエム) | Daisuke Hasegawa | [ 39 ]   |
| Napisy końcowe |                                                      |                  |          |
| 1              | „Freek’n You”                                        | Jodeci           | [ 39 ]   |
| 2              | „Modern Crusaders”                                   | Enigma           | [ 40 ]   |

## Odbiór
W ankiecie z 2018 roku, przeprowadzonej wśród 17 000 fanów JoJo’s Bizarre Adventure, Golden Wind zostało wybrane jako ulubiony wątek fabularny, zdobywając 19,1% głosów.
Zarówno Steven Blackburn ze Screen Rant, jak i Jordan Richards z AIPT Comics nazwali Golden Wind powiewem świeżości w serii JoJo’s Bizarre Adventure za odejście od podstawowej formuły i podążanie za Giorno, synem złoczyńcy Dio Brando, który pragnie zbudować reputację i stworzyć przestępcze imperium. Jenni Lada z Siliconera również chwaliła protagonistę, zauważając, że pierwszy tom Golden Wind pokazuje, jak sprawnie Araki potrafi szybko zaangażować czytelnika w postać i fabułę. Napisała, że przedstawiając czytelnikom przeszłość głównego bohatera i dając wgląd w to, kim jest obecnie, Araki podkreśla, dlaczego jest on tak interesujący; „Poznajemy jego marzenie i widzimy, jak stawia swoje pierwsze kroki ku jego realizacji”. Richards stwierdził, że żywe i pomysłowe walki na standy w części piątej kontynuują „całkowicie unikalny” styl artystyczny JoJo’s Bizarre Adventure, niespotykany w żadnej innej serii. Mimo że uznał postaci drugoplanowe za zapadające w pamięć, Richards uważał, że na początku są one niedopracowane, ale dostrzegł w nich potencjał.